# Neolucanus castanopterus
Neolucanus castanopterus es una especie de coleóptero de la familia Lucanidae.
Presenta las subespecies:
- Neolucanus castanopterus castanopterus
- Neolucanus castanopterus kinrami
- Neolucanus castanopterus tibetanus

## Distribución geográfica
Habita en Uttar Pradesh, Sikkim, Darjeeling,  Assam, Naga, Bután y Nepal.